# Karel Kügler
Karel Kügler (1. ledna 1885 Praha – 4. listopadu 1950 Ostrava) byl český operní pěvec–tenorista, herec, režisér, divadelní ředitel a hudební pedagog.

## Život
Po absolvování obchodní akademie v Praze pracoval krátce v Živnobance, zpěv studoval v letech 1905–1907 v Pivodově pěvecké škole a K. Wallersteina (1908–1910). Debutoval v Plzni rolí Jeníka ve Smetanově Prodané nevěstě (1911),
následně přijal angažmá v zahraničních operních souborech (Kiel 1912, 1913 Hamburk, Kodaň).
V období první světové války zpíval v opeře Městského divadla Královských Vinohrad (1914–1915), od prosince 1914 do června 1915 pohostinsky vystupoval v pražském Národním divadle, členem jeho operního souboru byl od poloviny 1915 do roku 1919.
Následujících dvacet let (1919–1939) působil v ostravském NDMS jako operní pěvec, režisér, překladatel operních i operetních libret a scénograf, kromě svého hlavního oboru našel uplatnění také v operetním souboru. Jeho kultivovaný lyrický a později buffo tenor vynikl zejména ve smetanovských rolích i v postavách českého a světového repertoáru 19. a 20. století. Režijně se podílel na tvorbě řady operních inscenací (v mnoha případech jako zpěvák, režisér a scénický výtvarník současně), patřil k organizátorům i sólistům koncertů Kruhu přátel vážné hudby, Spolku pro komorní hudbu, ostravských pěveckých spolků (Lumír, Záboj, Židovský pěvecký spolek) a od sezony 1927/1928 také abonentních koncertů symfonické hudby, pořádaných dirigentem a šéfem opery NDMS Jaroslavem Voglem. 
V roce 1939 emigroval do Íránu, ve válečných letech byl profesorem Státní konzervatoře hudby a ředitelem operní sekce ministerstva kultu v Teheránu. Po návratu do vlasti se stal v letech 1946–1947 ředitelem a šéfrežisérem opery Slezského národního divadla v Opavě. Vedle své divadelní práce se zabýval také redakční, publicistickou a pedagogickou činností, v době ostravského působení k jeho žákům patřil např. barytonista Václav Bednář.
| „                | V prvním dvacetiletí NDMS byl významnou tvůrčí osobností s všestranným vlivem na jeho vývoj i společenský význam. | “ |
| — Miloš Zbavitel | |   |

## Operní role, výběr
- 1914 K. Kovařovic: Psohlavci, Adam Ecl (j. h.), ND, režie Robert Polák
- 1914 R. Wagner: Tannhäuser a zápas pěvců na Wartburce, Walter (j. h.), ND, režie Robert Polák
- 1915 A. Dvořák: Král a uhlíř, Jeník, ND, režie Robert Polák
- 1915 G. Rossini: Lazebník sevillský, Almaviva, ND, režie Robert Polák (v nastudování Emila Pollerta vystoupil ve stejné roli j. h. dne 22. 5. 1928 na scéně ND)
- 1915 J. Massenet: Werther, titulní role, ND, režie Robert Polák
- 1915 B. Smetana: Prodaná nevěsta, Jeník, ND, režie Robert Polák (v roce 1916 obsazen také do role Vaška; v nastudování Ferdinanda Pujmana vystoupil ve stejné roli j. h. dne 1. 7. 1923 na scéně ND)
- 1915 C. M. von Weber: Čarostřelec, Max, ND, režie Robert Polák
- 1915 J. Massenet: Manon, Kavalír des Grieux, ND, režie Robert Polák
- 1915 R. Wagner: Bludný Holanďan, Lodivod, ND, režie Robert Polák (v roce 1917 obsazen také do role Erika)
- 1915 B. Smetana: Dalibor, Vítek, ND, režie Robert Polák
- 1916 G. Meyerbeer: Hugenoti, Tavannes, ND, režie Robert Polák
- 1916 W. A. Mozart: Don Juan, Don Ottavio, ND, režie Robert Polák
- 1917 P. I. Čajkovskij: Eugen Oněgin, Lenský, Triquet, ND, režie Robert Polák
- 1917 G. Bizet: Carmen, Remendado, ND, režie Robert Polák
- 1917 A. Thomas: Mignon, Vilém Meister, ND, režie Robert Polák
- 1918 G. Charpentier: Louisa, Mladý básník, ND, režie Robert Polák
- 1918 A. Dvořák: Šelma sedlák, Jeník, ND, režie Robert Polák
- 1918 J. B. Foerster: Nepřemožení, Velvarský, ND, režie Gustav Schmoranz
- 1919 A. Ch. Adam: Postillion z Lonjumeau, Chapelou, NDMS Ostrava, režie Karel Kügler
- 1919 M. P. Musorgskij: Boris Godunov, Jurodivý, ND, režie Robert Polák
- 1919 B. Smetana: Hubička, Lukáš, NDMS Ostrava, režie Karel Kügler
- 1920 P. I. Čajkovskij: Piková dáma, Heřman, NDMS Ostrava, režie Achille Viscusi
- 1920 C. M. von Weber: Čarostřelec, Max, NDMS Ostrava, režie Karel Kügler
- 1921 J. Offenbach: Hoffmanovy povídky, NDMS Ostrava, titulní role (alternace Rudolf Kubla), režie Rudolf Lanhaus
- 1922 G. Puccini: Madame Butterfly, Pinkerton, NDMS Ostrava, režie Rudolf Lanhaus
- 1923 A. Dvořák: Jakobín, Benda (j. h.), Stavovské divadlo, režie Robert Polák
- 1923 R. Wagner: Lohengrin, titulní role, NDMS Ostrava, režie Karel Kügler
- 1924 B. Smetana: Tajemství, Skřivánek (j. h.), ND, režie Robert Polák
- 1924 B. Smetana: Prodaná nevěsta, Jeník, NDMS Ostrava, režie Karel Kügler
- 1925 G. Charpentier: Louisa, Julien (alternace Miloslav Jeník), NDMS Ostrava, režie Jan Kühn
- 1925 Z. Fibich: Šárka, Ctirad, NDMS Ostrava, režie Jan Kühn
- 1926 B. Smetana: Čertova stěna, Jarek (j. h.), ND, režie Ferdinand Pujman
- 1926 W. A. Mozart: Figarova svatba, Basilio, NDMS Ostrava, režie Jan Kühn
- 1926 G. Puccini: Bohéma, Rudolf (j. h.), ND, režie Emil Pollert
- 1927 F. A. Boieldieu: Bílá paní, George Brown, NDMS Ostrava, režie Karel Kügler
- 1928 D. F. E. Auber: Fra Diavolo, titulní role, NDMS Ostrava, režie Karel Viktor Marek
- 1928 G. Rossini: Lazebník sevillský, Almaviva, NDMS Ostrava, režie Karel Kügler
- 1935 V. Novák: Karlštejn, Pešek, NDMS Ostrava, režie Karel Kügler
- 1935 L. Janáček: Věc Makropulos, solicitátor Vítek (j. h.), Zemské divadlo v Brně, režie Rudolf Walter
- 1946 A. Dvořák: Jakobín, Benda, Slezské národní divadlo v Opavě, režie Karel Kügler
- 1946 B. Smetana: Tajemství, Skřivánek, Slezské národní divadlo v Opavě, režie Karel Kügler

## Divadelní role, výběr
- 1919 A. Jirásek: Jan Hus, Václav Tiem, ND, režie Jaroslav Hurt
- 1919 E. Rostand: Cyrano de Bergerac, Třetí kadet, Guigy, ND, režie Jaroslav Hurt
- 1920 J. Mahen: Janošík, Putnok, NDMS Ostrava, režie Václav Jiřikovský
- 1923 J. Strauss: Netopýr, Alfred, NDMS Ostrava, režie Karel Kügler
- 1923 J. Strauss: Cikánský baron, Šándor Bárinkay (alternace Jaroslav Líbal), NDMS Ostrava, režie Rudolf Fejfar
- 1925 Miloš Čeleda: Za štěstím, Míťa Boroš, NDMS Ostrava, režie Jan Kühn
- 1934 J. Strauss: Noc v Benátkách, Stefano Barbaruccio (alternace Jiří Myron), NDMS Ostrava, režie František Paul

## Operní režie, výběr

### Národní divadlo moravsko-slezské Ostrava
- 1919 B. Smetana: Prodaná nevěsta (další nastudování v jeho režii 1924)
- 1919 A. Dvořák: Čert a Káča (další nastudování v jeho režii 1924, 1928, 1936)
- 1919 L. Janáček: Její pastorkyňa (další nastudování v jeho režii 1929, 1934)
- 1919 B. Smetana: Hubička (další nastudování v jeho režii 1930, 1938)
- 1920 G. Verdi: Aida (další nastudování v jeho režii 1926, 1930)
- 1920 A. Dvořák: Rusalka (další nastudování v jeho režii 1922, 1929)
- 1921 G. Puccini: Tosca (další nastudování v jeho režii 1926, 1934)
- 1921 Camille Saint-Saëns: Samson a Dalila (další nastudování v jeho režii 1930)
- 1921 G. A. Lortzing: Car a tesař (další nastudování v jeho režii 1932)
- 1921 G. Bizet: Carmen (další nastudování v jeho režii 1931, 1938)
- 1922 G. Verdi: Rigoletto (další nastudování v jeho režii 1939)
- 1923 Ch. Gounod: Faust a Markétka (další nastudování v jeho režii 1926)
- 1923 B. Smetana: Libuše
- 1923 R. Wagner: Lohengrin (další nastudování v jeho režii 1931)
- 1923 B. Smetana: Braniboři v Čechách (další nastudování v jeho režii 1934)
- 1924 W. A. Mozart: Kouzelná flétna (další nastudování v jeho režii 1936)
- 1925 L. van Beethoven: Fidelio (další nastudování v jeho režii 1936)
- 1926 P. Mascagni: Sedlák kavalír (další nastudování v jeho režii 1930)
- 1926 A. Dvořák: Šelma sedlák (další nastudování v jeho režii 1933)
- 1927 J. Offenbach: Hoffmannovy povídky (další nastudování v jeho režii 1932)
- 1927 M. P. Musorgskij: Boris Godunov (další nastudování v jeho režii 1936)
- 1928 R. Wagner: Mistři pěvci norimberští
- 1929 A. Dvořák: Dimitrij
- 1929 R. Wagner: Parsifal
- 1929 P. I. Čajkovskij: Piková dáma (další nastudování v jeho režii 1939)
- 1930 J. B. Foerster: Nepřemožení
- 1931 P. I. Čajkovskij: Evžen Oněgin (další nastudování v jeho režii 1937)
- 1932 G. Charpentier: Louisa
- 1933 A. P. Borodin: Kníže Igor
- 1934 N. A. Rimskij-Korsakov: Zlatý kohoutek
- 1935 L. Janáček: Věc Makropulos
- 1936 G. Rossini: Italka v Alžíru
- 1937 J. Křička: Hipolyta
- 1938 L. Janáček: Káťa Kabanová
- 1938 J. B. Foerster: Eva

### Slezské národní divadlo v Opavě
- 1946 A. Dvořák: Jakobín
- 1946 B. Smetana: Tajemství
- 1947 G. Rossini: Lazebník sevillský
- 1947 J. Massenet: Werther